# La Chapelle-Montbrandeix
La Chapelle-Montbrandeix – miejscowość i gmina we Francji, w regionie Nowa Akwitania, w departamencie Haute-Vienne.
Według danych na rok 1990 gminę zamieszkiwały 293 osoby, a gęstość zaludnienia wynosiła 15 osób/km² (wśród 747 gmin Limousin La Chapelle-Montbrandeix plasuje się na 360. miejscu pod względem liczby ludności, natomiast pod względem powierzchni na miejscu 351.).

## Populacja

Populacja La Chapelle-Montbrandeix w latach 1962–2008